# Asmate antalfyi
Asmate antalfyi är en fjärilsart som beskrevs av Bezsilla 1943. Asmate antalfyi ingår i släktet Asmate och familjen mätare. Inga underarter finns listade i Catalogue of Life.